# ギャルリ・ヴィヴィエンヌ
座標: 北緯48度52分00秒 東経2度20分23秒 / 北緯48.8667度 東経2.3397度
ギャルリ・ヴィヴィエンヌ (Galerie Vivienne) は、パリ・2区にあるパサージュ・クーヴェル。プティ＝シャン通り4番地、バンク通り5, 7番地、ヴィヴィエンヌ通り6番地に入口がある。全長176m、幅3m。1974年7月7日に歴史記念物 (Monument historique) に登録された。メトロの最寄り駅は3号線ブルス駅。

## 歴史

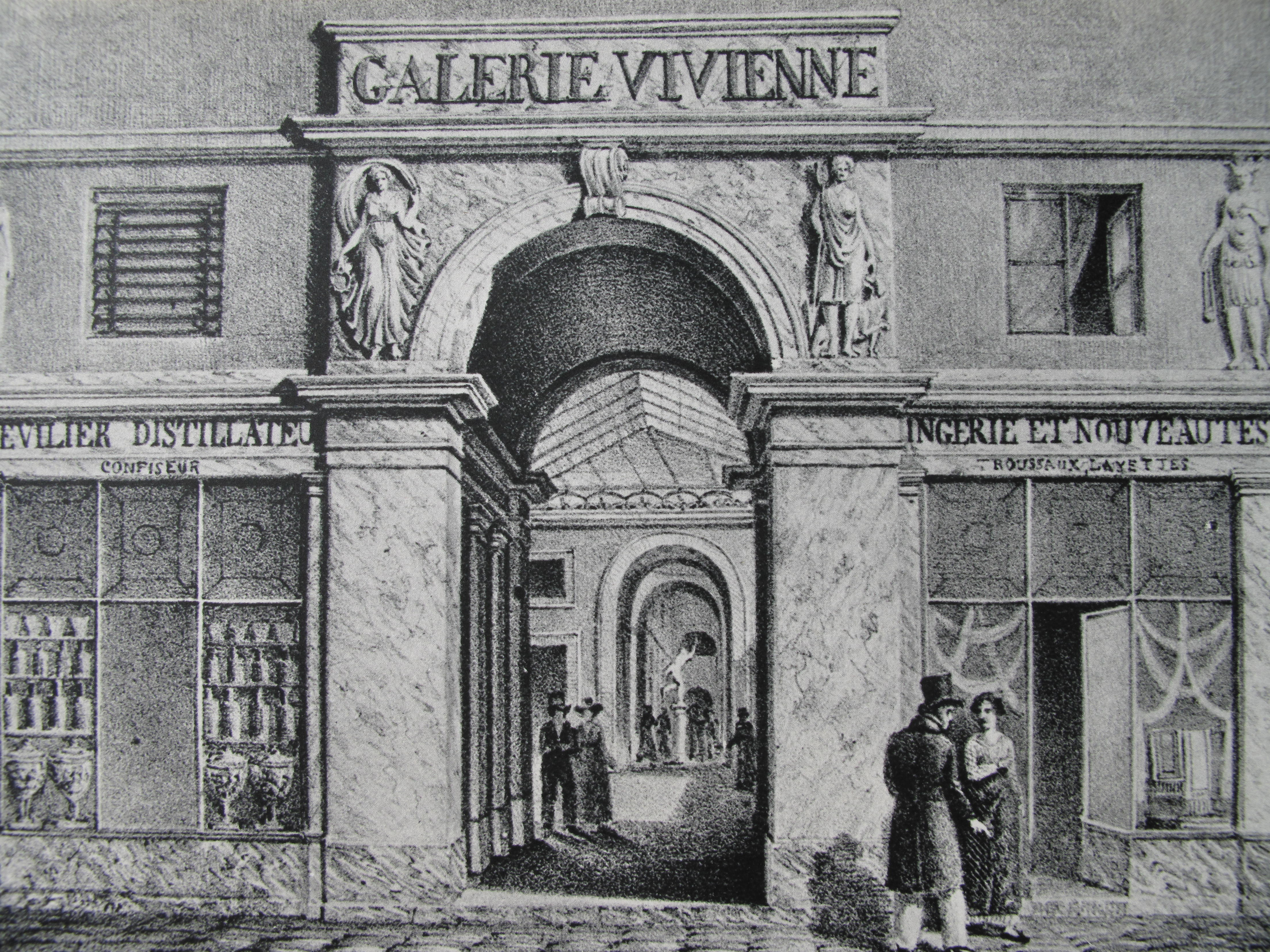
復古王政時代のギャルリ・ヴィヴィエンヌ

ギャルリ・ヴィヴィエンヌは、建築家フランソワ・ジャン・ドゥラノワが描いた計画に基づいてオテル・ヴァネル・ド・スランとプチ＝ペレ通りの場所に、1823年公証人組合長マルショーによって建設された。ギャルリ・マルショーの名の下に落成式を行ない、1825年にヴィヴィエンヌと名づけられたギャルリは類稀な立地を上手く生かした。ギャルリは入居する仕立屋、靴屋、ワイン商、レストラン、本屋、手芸材商、菓子屋、版画屋によって、多くの客を引き寄せた。
衰退しつつあるパレ・ロワイヤル、パリ証券取引所とグラン・ブールヴァールの中間に位置して、ギャルリ・ヴィヴィエンヌは第二帝政開始まで大変な成功を収めた。しかし、名高い店がマドレーヌやシャン＝ゼリゼへ移転し、とりわけオースマンの大改革のためにギャルリは魅力をほとんど失ってしまった。通行量と活気のある情熱的な社交場ではなくなった。13番地にある建物の階段上にはフランソワ・ヴィドックが住まいがあった。ギャルリは後にルイ・フィリップとなるオルレアン公のテュイルリー宮殿工事にも抵抗した。
1826年に開通した近接するギャルリ・コルベールとは歴史的な競合関係にある。1961年に丸天井が復元され、以降ギャルリは活気を帯びている。流行のブティックや装飾品店が入居し、オートクチュールショーが開かれる。1970年に高田賢三が出店。1974年に歴史建造物登録。1986年にジャン＝ポール・ゴルチエと鳥居ユキが出店した。今日は古書店、雑貨店、カフェ、レストラン、プレタポルテブランドやアクセサリーブランドが入居する。

## 特徴
フランソワ・ジャン・ドゥラノワは、瀟洒なガラス屋根で覆い、胸躍らせるモザイクと壁画と彫刻を施したポンペイ様式による装飾と新古典主義建築を思い描いた。半球形の天窓、ロトンドの壁面には女神やニンフの装飾が施されている。テラス奥の床に敷かれたモザイクには製作したG・ファッチーナのサインがある。モザイクは単純な幾何学的模様が反復する。ロトンドの先に歩廊が42m続く。
| ギャルリ･ヴィヴィエンヌの入口は3ヵ所。左から順にヴィヴィエンヌ通り、プティ＝シャン通り、バンク通りのファサード。 |  | ギャルリ･ヴィヴィエンヌの入口は3ヵ所。左から順にヴィヴィエンヌ通り、プティ＝シャン通り、バンク通りのファサード。 |  | ギャルリ･ヴィヴィエンヌの入口は3ヵ所。左から順にヴィヴィエンヌ通り、プティ＝シャン通り、バンク通りのファサード。 |
| ギャルリ･ヴィヴィエンヌの入口は3ヵ所。左から順にヴィヴィエンヌ通り、プティ＝シャン通り、バンク通りのファサード。 |  | |  | |

## ギャラリー

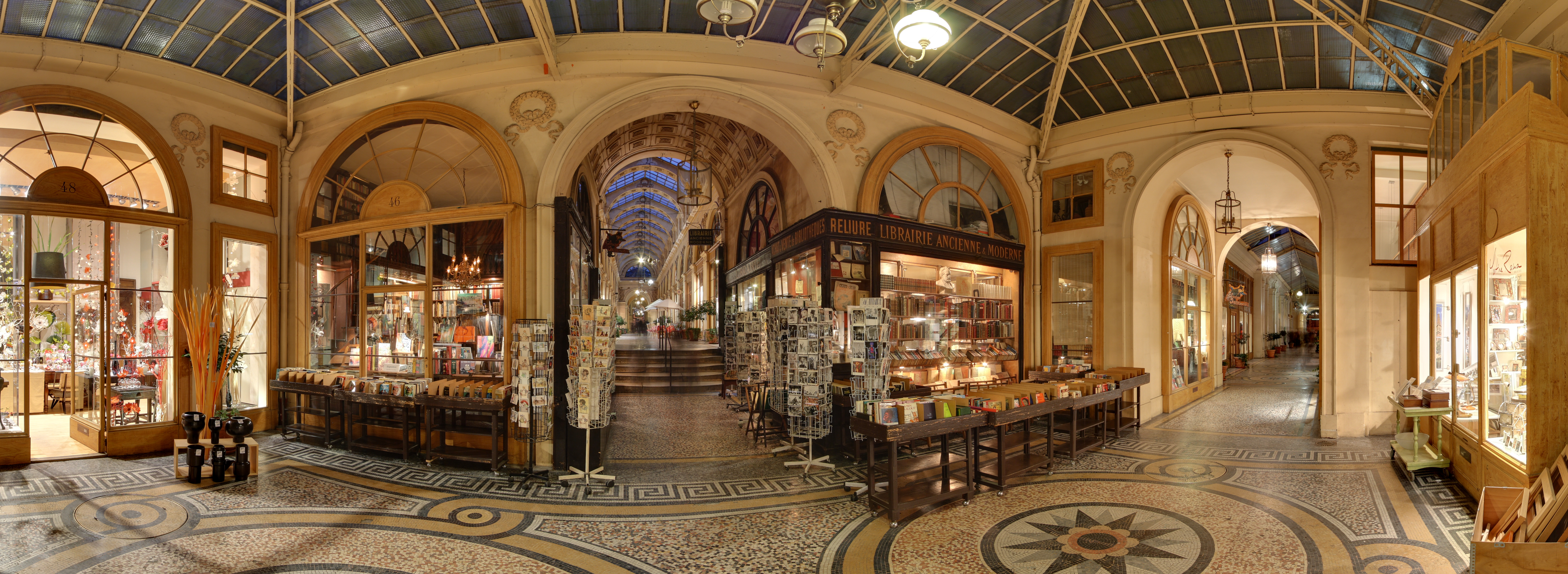
ギャルリ・ヴィヴィエンヌ、中央奥に歩廊、その右側にジュソームの古書屋が見える。

建築と装飾
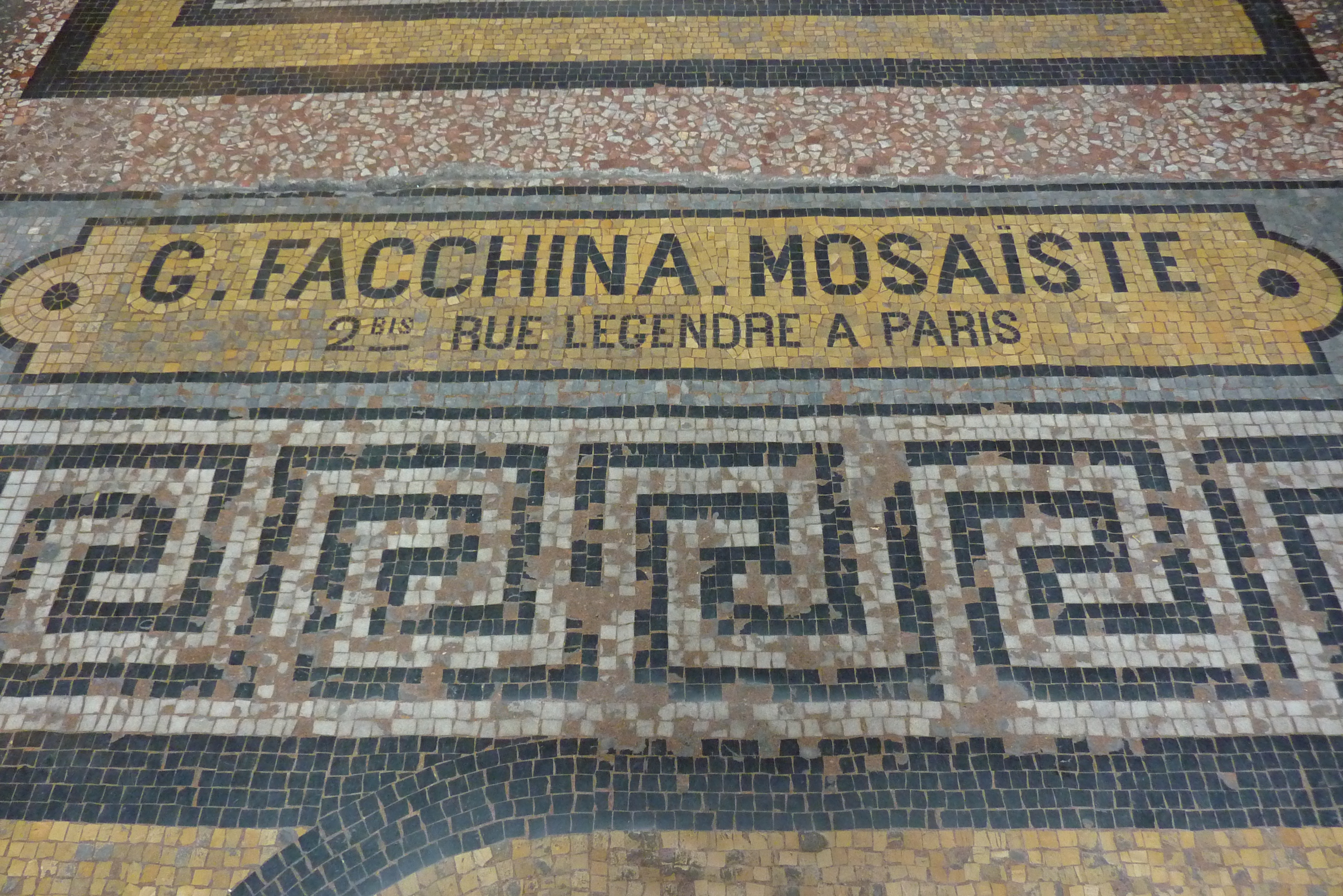
ファッチーナのモザイクで施されたサイン
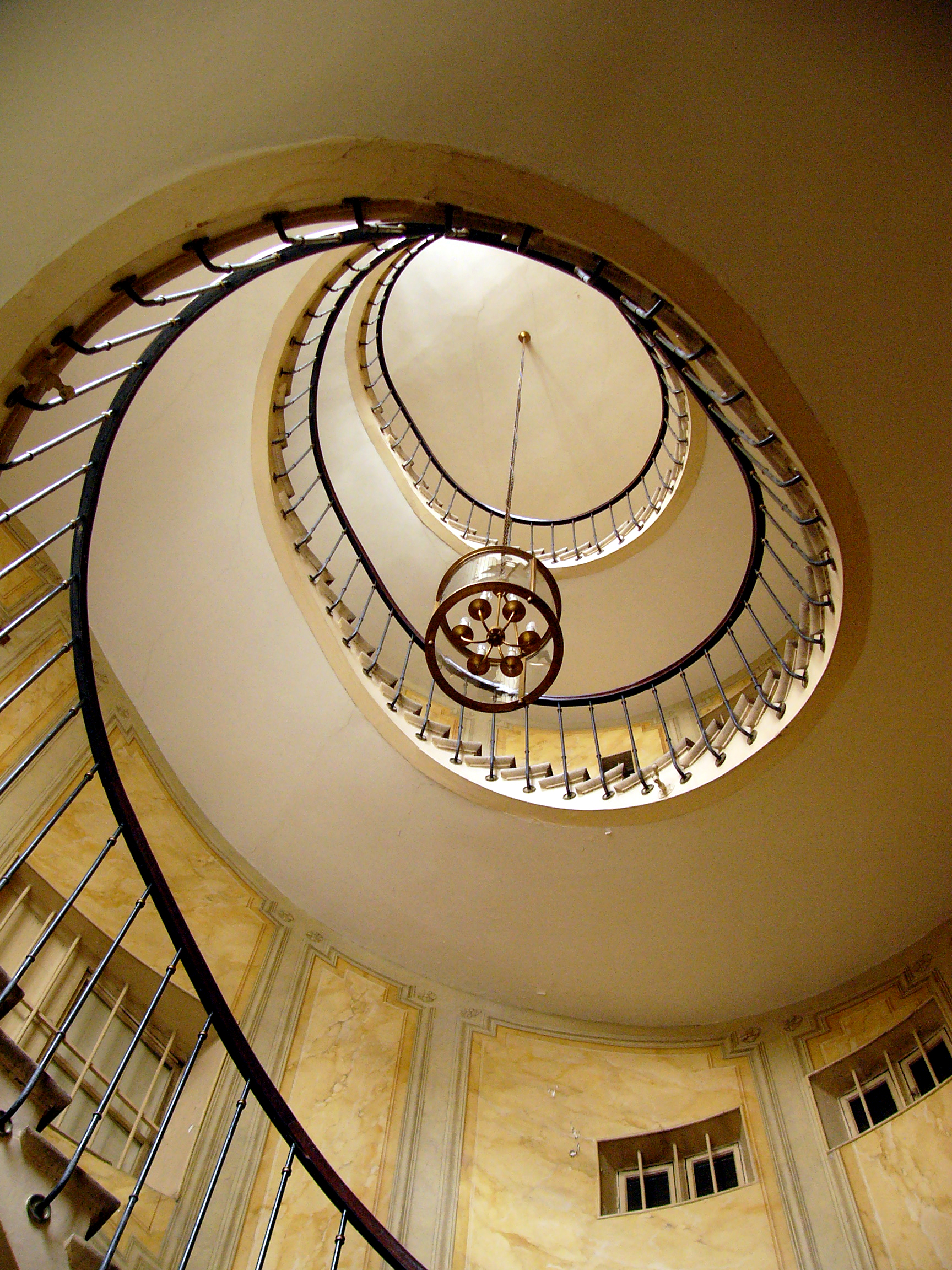
階段
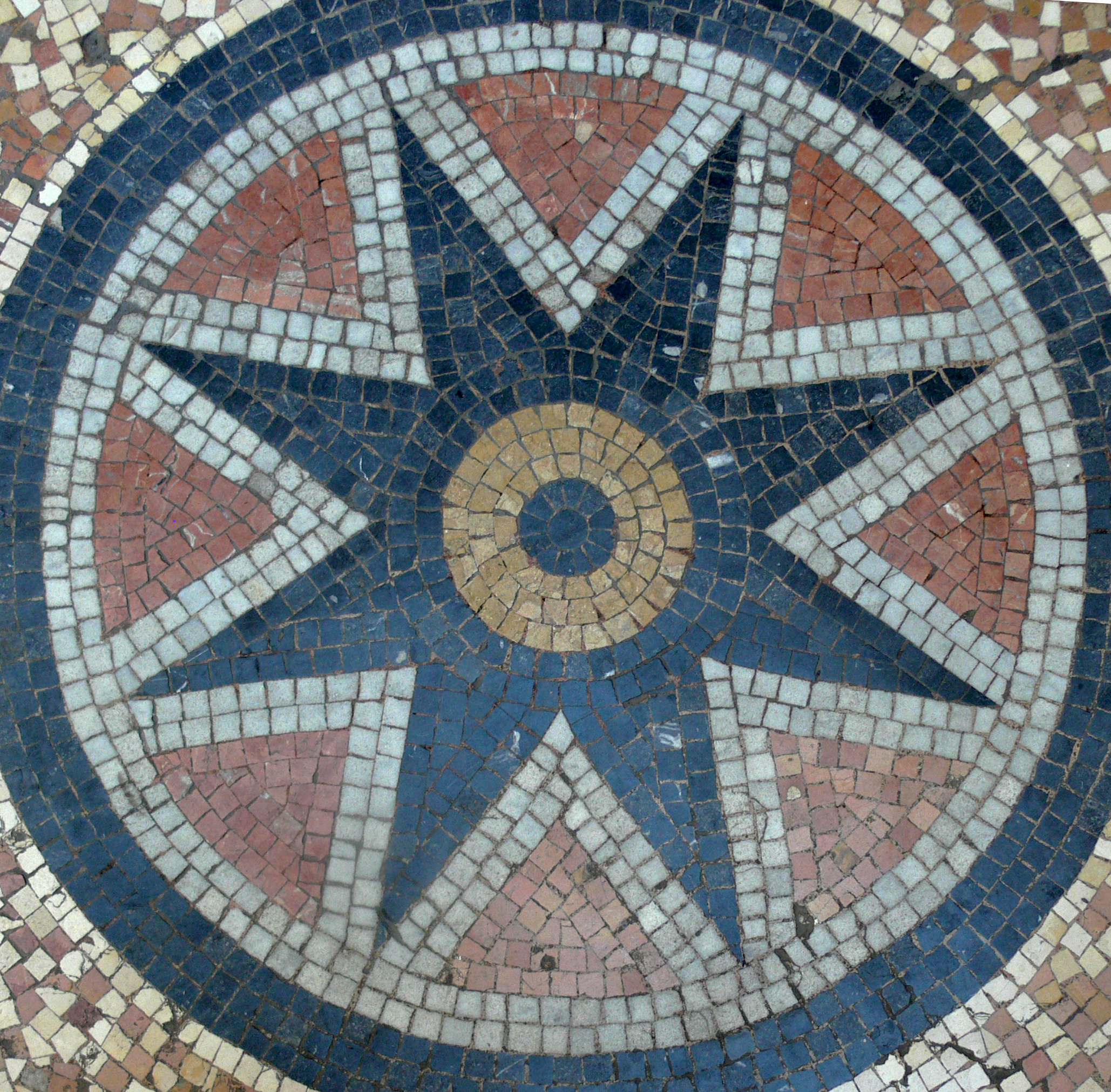
床に敷かれたモザイク
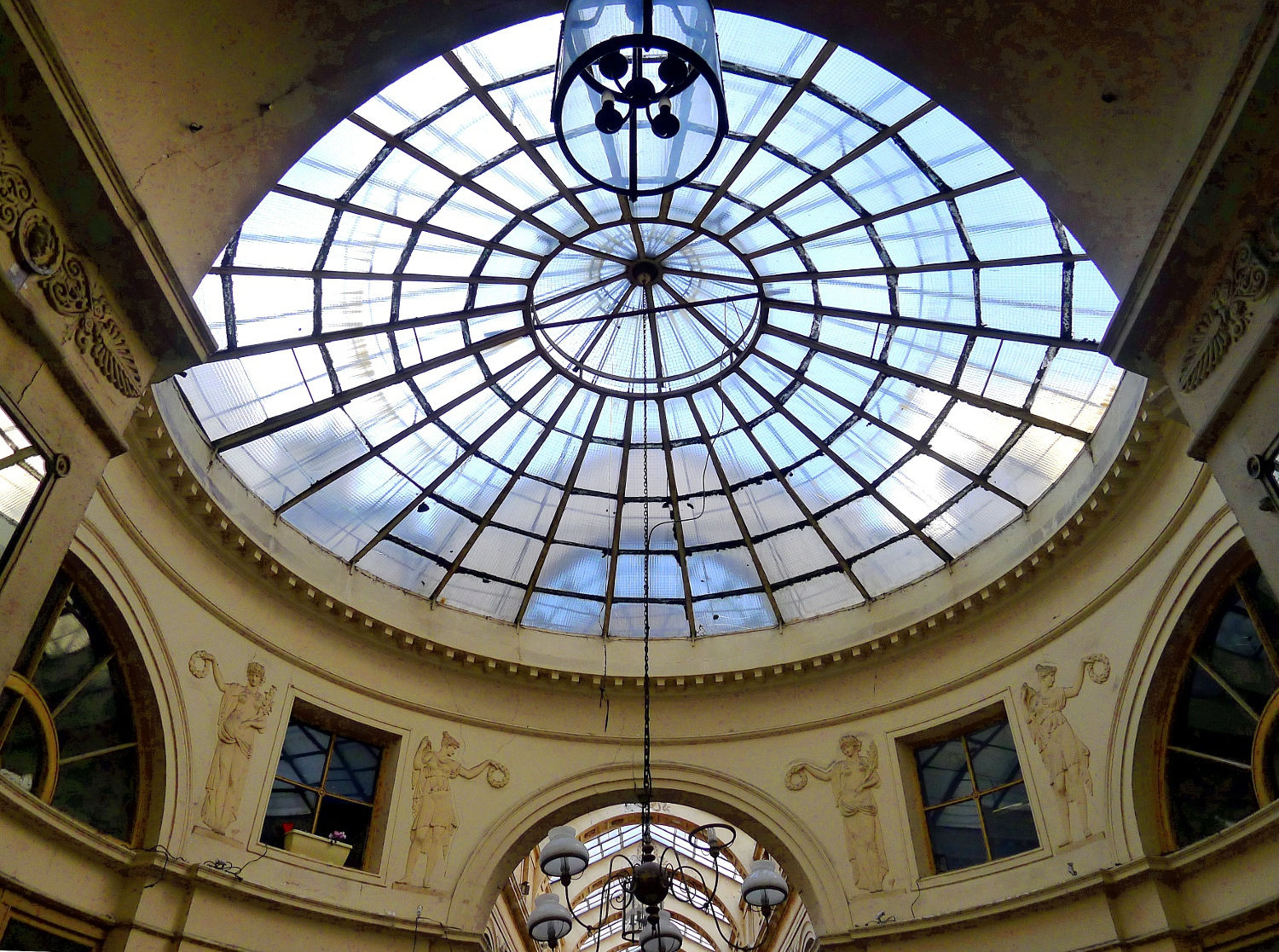
ロトンドの丸天井
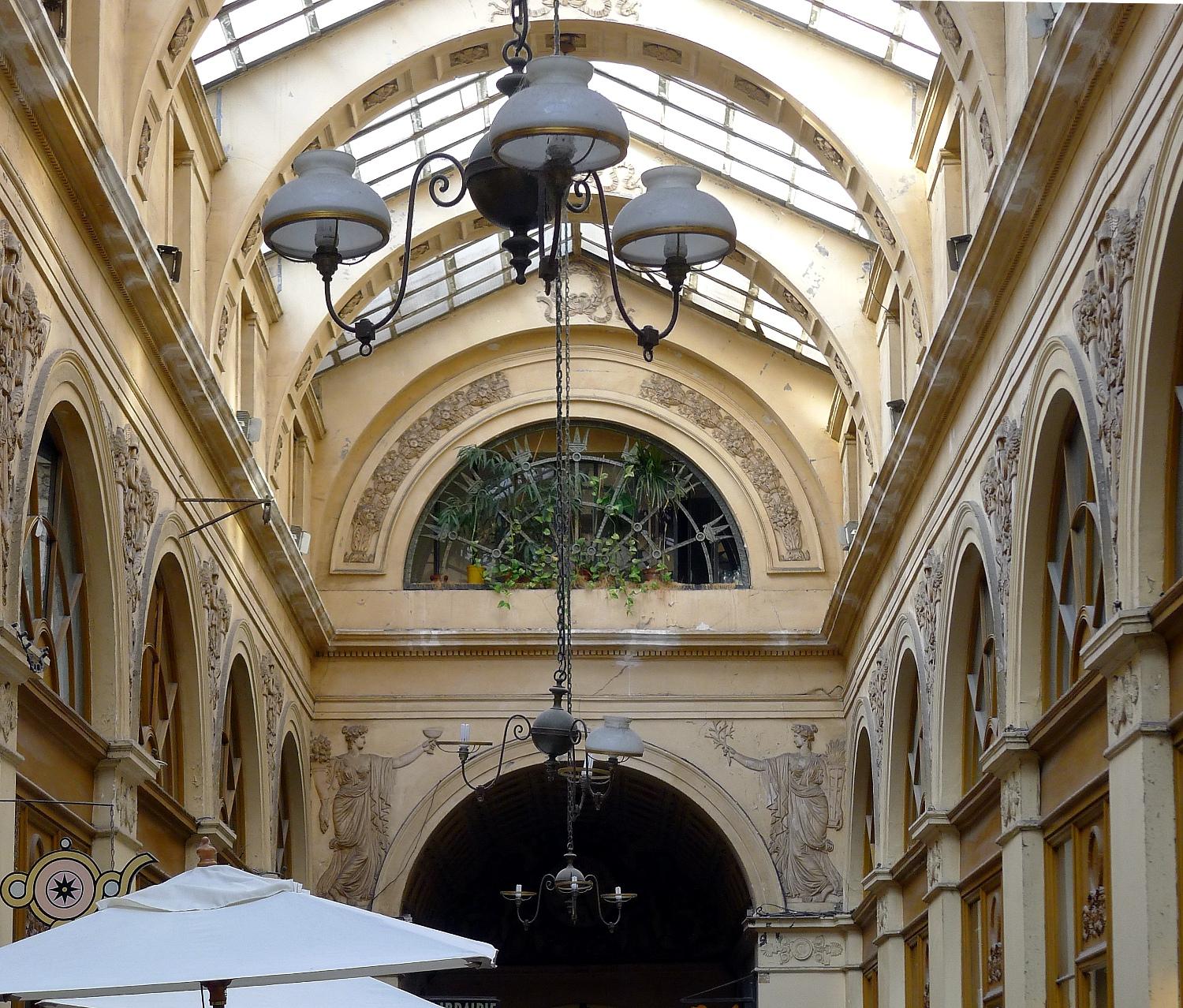
歩廊の壁面と天井
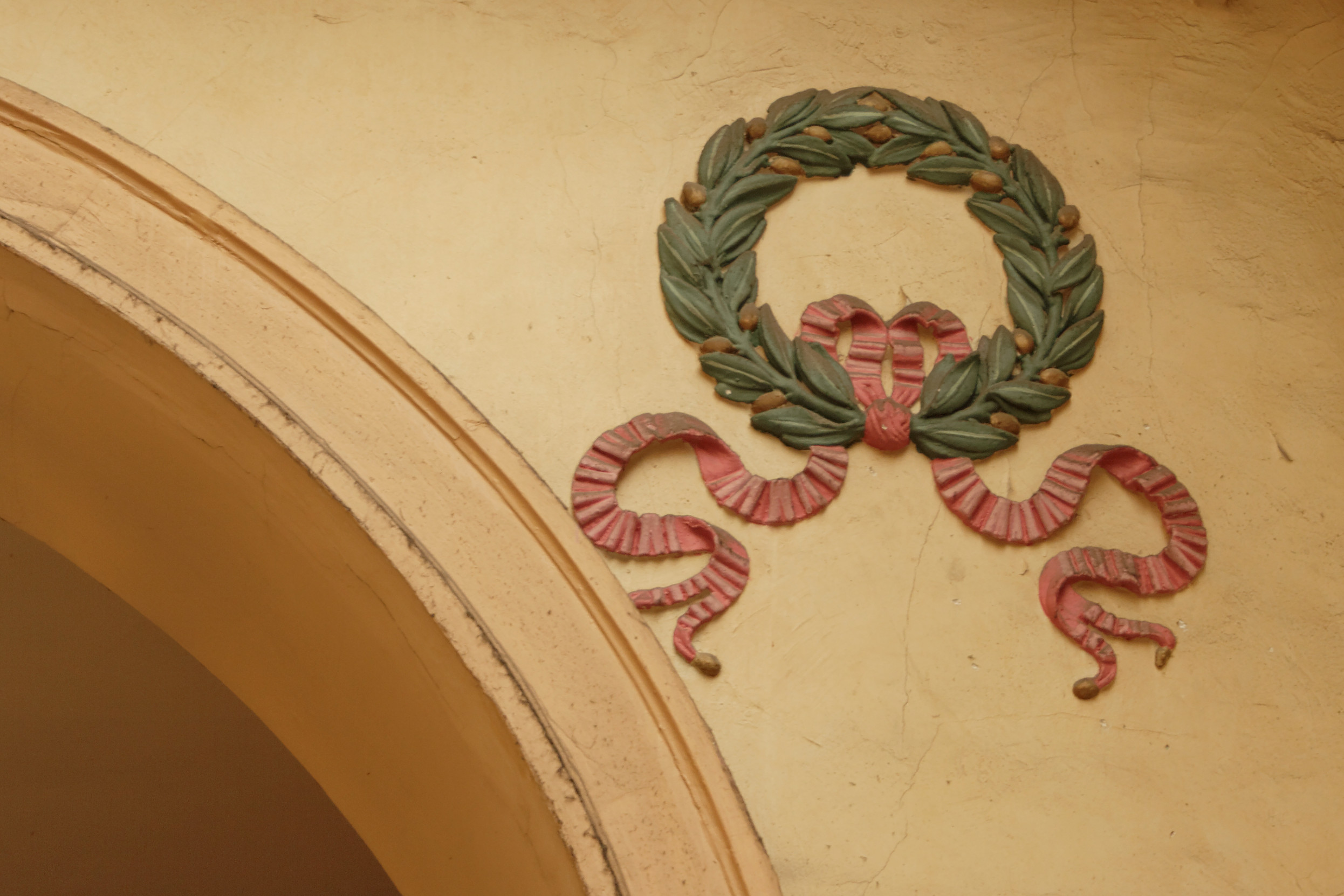
壁に施された装飾